# Abelia floribunda
A. floribunda é um arbusto ornamental originário do México. Suas flores de cor branco para rosa surgem no caule e possui pequenas folhas.